# منتخب تركيا لاتحاد الرغبي
منتخب تركيا الوطني لاتحاد الرغبي (بالتركية: Türkiye millî ragbi birliği takımı)‏ هو ممثل تركيا الرسمي في المنافسات الدولية في اتحاد الرغبي .